# Příložany
Příložany (2. pád do Příložan, 6. pád v Příložanech; německy Prziloczan) jsou vesnice, místní část Jaroměřic nad Rokytnou. Ve vesnici žije 216 obyvatel.

## Geografická charakteristika
Zastavěné území místní části Příložany je od místní části Jaroměřice nad Rokytnou vzdáleno více asi 2,5 km, nejprve po krátké silnici č. III/15232 a poté po silnici č. II/152.
Příložany se rozkládají v nadmořské výšce 450 až 460 m n. m. Uprostřed návsi je rybníček. Jeho odtékající vody mají své koryto směřující k jihozápadu směrem k Příložanskému potoku. Příložanský potok pramení v lesích asi 2,5 km na východ od Příložan. Na své cestě k Příložanům protéká Příložanským rybníkem (o ploše necelého hektaru) a ještě dál po proudu rybníkem Janákem (asi 0,9 ha). Potok obtéká vrch Žabík (475 m n. m.) a dále na jihu se vlévá do větvící se říčky Rokytné. Další přítok Příložanského potoka sbírá své vody na úpatí Stříbrné hory (531 m) jihovýchodně od Příložan.

## Název
Na vesnici bylo přeneseno původní pojmenování jejích obyvatel přiložěné. To má dvě možná vysvětlení: buď pochází od starého prělog - "úhor", takže pak pojmenování znamenalo "lidé bydlící na úhoru", nebo od loza - "proutí, pastva" a pak pojmenování znamenalo "lidé bydlící při lozu". Význam základu byl časem zapomenut a jméno vsi kolísalo (Příložany, Přílažany, Přílužany).

## Historie
První zmínky o Příložanech jsou datovány rokem 1365; to byly v držení bítovských Lichtenburků. Od r. 1498 sdílely osud jaroměřického panství.
V roce 1843 se uvádí počet obyvatel 319 v 50 domech, k roku 1850 pak 332 obyvatel.
Vlastní malotřídku měly Příložany v letech 1899–1963.
Zvonice na návsi pochází z druhé poloviny 19. stol. Starší je sousoší Anděla Strážce z roku 1760, které najdeme při silnici do Myslibořic a které bylo obnoveno v roce 2006.
Příložany byly elektrifikovány v roce 1930 Západomoravskými elektrárnami (ZME).
| Rok            | 1869 | 1880 | 1890 | 1900 | 1910 | 1921 | 1930 | 1950 | 1961 | 1970 | 1980 | 1991 | 2001 |
| -------------- | ---- | ---- | ---- | ---- | ---- | ---- | ---- | ---- | ---- | ---- | ---- | ---- | ---- |
| Počet obyvatel | 291  | 316  | 334  | 365  | 389  | 388  | 374  | 303  | 298  | 279  | 238  | 226  | 213  |

Pohledy z Příložan
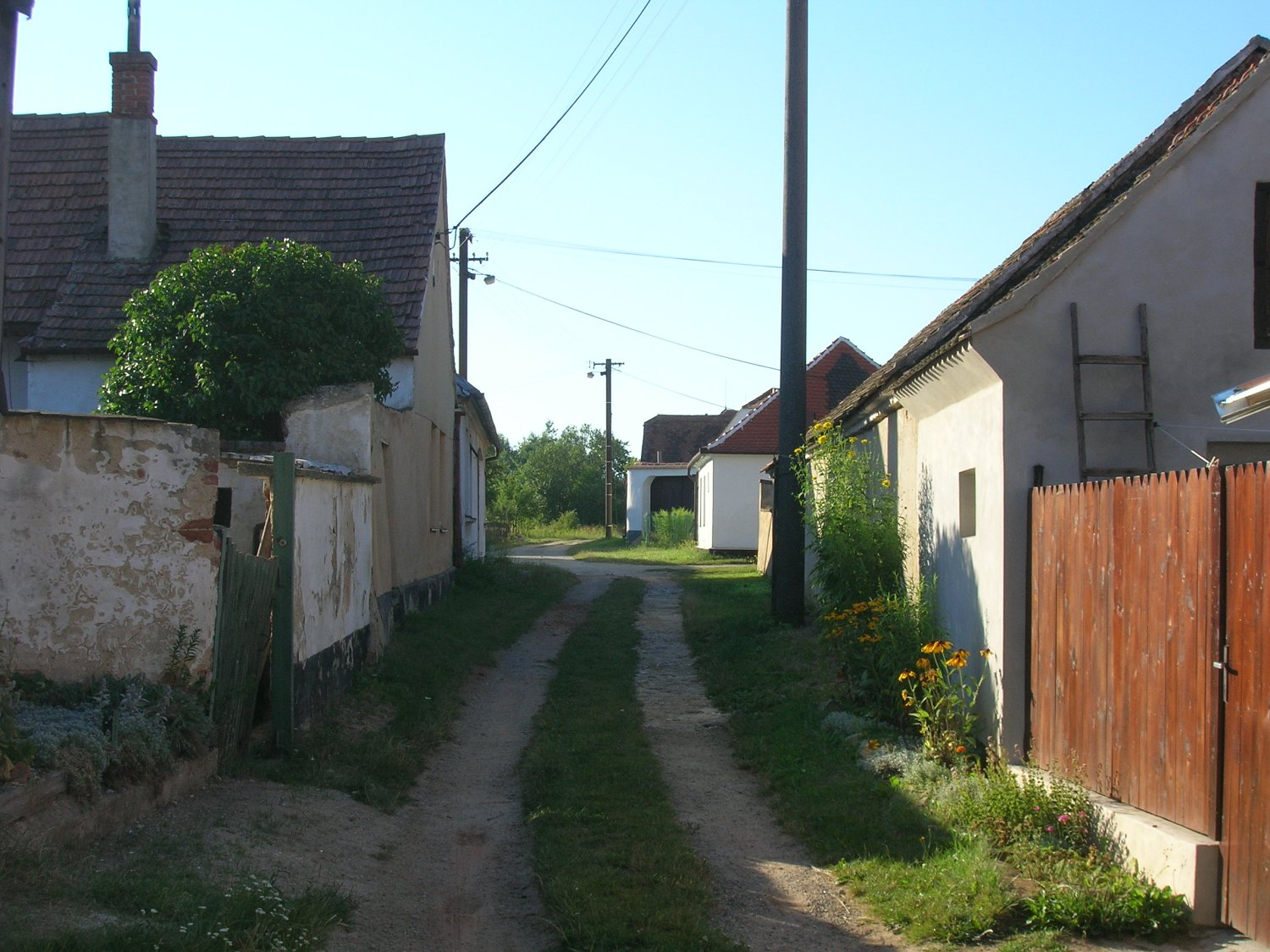
Jedna z bočních uliček
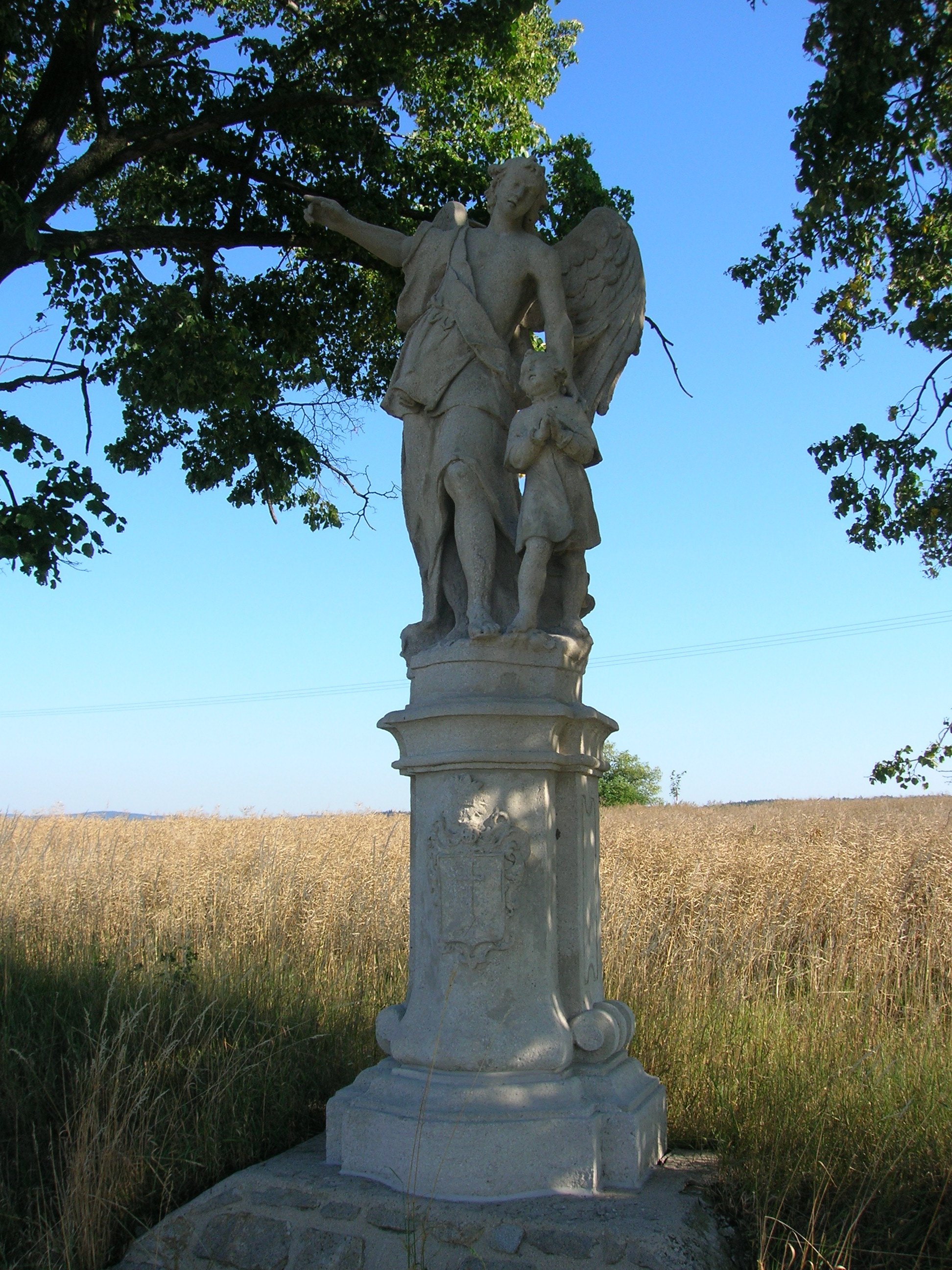
Opravený Anděl Strážce

## Pamětihodnosti
- Rolnické muzeum manželů Kopečkových v č. p. 8 shromažďuje inventář z doby před tím, než bylo s likvidací selských rodin k roku 1953 zřízeno Jednotné zemědělské družstvo[7]
- v obci sídlili předkové muzikantské rodiny Míčů

## Osobnosti
- Mikuláš Míča (1659–1729), varhaník a otec Františka Antonína Míči